# Россия (выставка-форум)
Международная выставка-форум «Россия» — выставка, прошедшая в Москве на ВДНХ с 4 ноября 2023 по 8 июля 2024 года. Изначальное наименование — «Выставка Достижений XXI века».
Экспозиционное пространство занимало территорию между центральным входом ВДНХ и северным въездом и уходит вглубь до главного павильона. 7 ноября 2024 выставка-форум в новом формате постоянной экспозиции, названном Национальный центр «Россия»,  открылась в павильонах бывшего "Экспоцентра" на Краснопресненской набережной.  Завершить строительство нового здания планируется в 2028 году.

## Хронология
Проведение выставки утверждено указом 215 от 29 марта 2023 года.
Общая программа выставки утверждена постановлением правительства 925 от 5 июня 2023 года.
В работе выставки принимает участие 18 павильонов. Открытие выставки состоялось в День народного единства. За первые три дня выставку посетило более 450 тысяч человек.
8 ноября 2023 года полумиллионный посетитель выставки выиграл поездку в Санкт-Петербург.
15 января 2024 года президент РФ Владимир Путин, четырежды посетивший выставку-форум, поручил продлить её до 8 июля 2024 года. Изначально проведение «России» планировалось до 12 апреля. К 6 марта — выставку посетили 8 миллионов человек. Восьмимиллионому посетителю Вадиму Гейзеру вручили сертификат на футбольный матч между сборными России и Сербии. 10 миллионный посетителям 6 апреля стал Константин Панфилов. Он со своей супругой получил сертификат на путешествие в Мурманск. 
1 июля 2024 года Владимир Путин подписал указ о создании на базе выставки «Россия» Национального центра «Россия». Властям Москвы было поручено передать для этих целей в безвозмездное пользование выставочный комплекс «Экспоцентр» на Краснопресненской набережной. По словам, гендиректор выставки «Россия» Натальи Виртуозовой, в центре будет собрано все, что было создано в рамках выставки. 
6 июля 2024 года состоялась церемония закрытия выставки-форума «Россия». За время работы её посетили 18,5 млн человек, тем самым она вошла в 10-ку самых посещаемых мест в мире. Со времени открытия на платформе «России» прошло свыше 800 мероприятий, 600 концертов, 22 флешмоба и 19 фестивалей. 
4 ноября 2024 года в Москве на территории бывшего «Экспоцентра» стартовала работа Национального центра «Россия», созданного по распоряжению Владимира Путина, для сохранения и демонстрации экспонатов выставки «Россия».  

## Участники
Основными участниками выставки были регионы, проводившие собственные дни.

### Корпорации
В выставке участвовали корпорации «Яндекс», «Роснефть», «ВКонтакте», «НЛМК», «Дом.рф», «Сбербанк России», «Фосагро», «Газпром», «ВЭБ.РФ», РЖД, «Лукойл», «Сибур», детская организация «Движение первых», образовательный центр «Сириус», Банк России, общество «Знание», «Русское географическое общество».

### Органы исполнительной власти
Также участвуют государственные органы исполнительной власти:
- Министерство спорта, в программу входит сдача норм ГТО, спортивное исследование от Федерального медико-биологического агентства, история отечественного спорта и интерактивные викторины[18].
- Федеральное агентство по делам молодежи.
- Министерство транспорта
- Министерство энергетики
- Минцифры
- Министерство труда и социальной защиты
- Министерство культуры
- Росрезерв
- Министерство просвещения
- Координационный центр правительства
- Министерство сельского хозяйства
- Министерство экономического развития